# Piedra Parada, Siltepec
Piedra Parada är en ort i Mexiko.   Den ligger i kommunen Siltepec och delstaten Chiapas, i den sydöstra delen av landet, 800 km sydost om huvudstaden Mexico City. Piedra Parada ligger 1 834 meter över havet och antalet invånare är 195.
Terrängen runt Piedra Parada är bergig söderut, men norrut är den kuperad. Terrängen runt Piedra Parada sluttar norrut. Runt Piedra Parada är det ganska tätbefolkat, med 96 invånare per kvadratkilometer. Närmaste större samhälle är Capitán Luis A. Vidal, 10,8 km nordväst om Piedra Parada. I omgivningarna runt Piedra Parada växer i huvudsak städsegrön lövskog.